# زایدفلده
زایدفلده (به هلندی: Zuidvelde) یک منطقهٔ مسکونی در هلند است که در نوردن‌فلد واقع شده‌است. زایدفلده ۱۹۸ نفر جمعیت دارد.